# 中央区 (熊本市)
中央区（ちゅうおうく）は、熊本市を構成する5区の行政区の一つである。熊本県庁および熊本市役所が置かれている。

## 地理
熊本市の中央部に位置し、東西南北の4区に囲まれているため他の市町村とは接しない。大半が大正時代までに熊本市となった地域であり、1889年（明治22年）の市制施行時の旧熊本市と、黒髪村・大江村・春竹村・本庄村・本山村（1921年に熊本市と合併）、出水村（同1925年）の1市6村および健軍村（同1936年）と託麻村（同1956年）のそれぞれ一部に相当する。
区の西部に熊本城があり、中央を坪井川が北から南西に、白川が北東から南西にそれぞれ流れている。白川以西の熊本城周辺はかつてその2本の川を内掘を外堀とみたてた城下町であった。現在も上通・下通を中心とした繁華街やオフィス街が熊本市の中心的役割を担っており、そこには熊本市役所（中央区役所を併設）や、路線バス・都市間バスが多数発着する熊本桜町バスターミナル（旧熊本交通センター、以下桜町BTと略す）もある。区の南東部には熊本県庁や水前寺成趣園、上江津湖（湖の西側は東区）が、区の北東部には立田山（標高152m、ただし山頂および山の北部と西部は北区）がある。

## 名称
仮称は「C区」で、2010年9月に実施された「区名案の募集」では、多いものから順に、中央区(51.8%)、中区(11.1%)、城央区(4.0%)、銀杏区(2.3%)、白川区(2.2%)、本丸区(1.4%)、熊本中央区(1.3%)、城中区(1.2%)、城下区(0.8%)、中城区(0.8%)、（その他 22.9%）という結果であった。熊本市の行政区画審議会がこれをもとに中央区、中区、銀杏区、城央区、白川区を候補として選定、2010年12月に改めてこの5案による「意向調査」を行ったところ中央区が第一位で64.6%を占め、審議会での議論のうえ2011年1月に区名を「中央区」として市長に答申した。翌月に熊本市の「方針」としてこれに決定され、2011年12月に熊本市議会において市条例として正式決定された。

## 人口
- 186,675人（2025年5月1日時点）

## 公的機関

### 国の機関
- 熊本地方裁判所
- 熊本家庭裁判所
- 熊本簡易裁判所
- 熊本検察審査会

（内閣府 - 警察庁）
- （九州管区警察局）
  - 熊本県情報通信部

（法務省）
- （福岡法務局）
  - 熊本地方法務局
    - 熊本保護観察所
- （福岡矯正管区）
  - 熊本刑務所
    - 京町拘置支所

（法務省 - 検察庁）
- （福岡高等検察庁）
  - 熊本地方検察庁

（法務省 - 出入国在留管理庁）
- 福岡出入国在留管理局熊本出張所

（法務省 - 公安調査庁）
- （九州公安調査局）
  - 熊本公安調査事務所

（厚生労働省）
- （九州厚生局）
  - 熊本事務所
- （熊本労働局）
  - 熊本労働基準監督署
  - 熊本公共職業安定所（ハローワーク熊本）

（国土交通省）
- （九州地方整備局）
  - （熊本河川国道事務所）
    - 白川出張所

### 県の機関
- 熊本県庁
- 熊本中央警察署

### 市の機関
- 熊本市役所
本庁舎、市役所別館、花畑別館、古京町別館、マスミューチュアル生命ビル 
  - 中央区役所（熊本市役所本庁舎内）
大江出張所（旧・大江市民センター）
- 熊本市立図書館
- 熊本市消防局
  - 中央消防署（管轄は中央区内は西部の4校区を除く全域）
大江本庁舎（兼「熊本市消防局」本局）、南熊本庁舎、出水出張所
  - 西消防署（管轄は中央区内は下記の4校区と西区全域）
本庁舎

※中央区内管轄は、同区内西部の4校区（慶徳・一新・五福・向山）

## 企業
- 熊本放送（山崎町）
- 熊本県民テレビ（世安町→大江）
- 九州産業交通ホールディングス
  - 九州産交バス
  - 九州産交ランドマーク
- 肥後銀行
- 熊本銀行
- 熊本信用金庫
- 熊本第一信用金庫
- 熊本中央信用金庫

## 教育

### 大学
- 熊本大学（黒髪キャンパス、大江キャンパス、本荘・九品寺キャンパス）
- 熊本学園大学
- 尚絅大学（九品寺キャンパス）・尚絅大学短期大学部
- 九州ルーテル学院大学

### 専修学校
- 熊本市医師会看護専門学校
- 熊本医療センター附属看護学校
- 九州中央リハビリテーション学院
- 九州技術教育専門学校
- 熊本電子ビジネス専門学校
- 熊本デザイン専門学校

### 高等学校
- 熊本県立済々黌高等学校
- 熊本県立熊本高等学校
- 熊本県立第一高等学校
- 熊本県立湧心館高等学校
- 熊本県立熊本商業高等学校
- 熊本県立熊本工業高等学校
- 熊本市立必由館高等学校
- 開新高等学校
- 九州学院高等学校
- 熊本学園大学付属高等学校
- 熊本国府高等学校
- 熊本信愛女学院高等学校
- 熊本中央高等学校
- 慶誠高等学校
- 尚絅高等学校
- 真和高等学校
- 鎮西高等学校
- ルーテル学院高等学校

### 中学校
- 熊本県立ゆうあい中学校
- 熊本大学教育学部附属中学校
- 熊本市立江原中学校
- 熊本市立江南中学校
- 熊本市立桜山中学校
- 熊本市立出水中学校
- 熊本市立出水南中学校
- 熊本市立西山中学校
- 熊本市立帯山中学校
- 熊本市立藤園中学校
- 熊本市立白川中学校
- 熊本市立竜南中学校
- 熊本市立京陵中学校
- 九州学院中学校
- 鎮西中学校
- 真和中学校
- 熊本学園大学付属中学校
- 尚絅中学校
- ルーテル学院中学校
- 熊本信愛女学院中学校

### 小学校
- 熊本大学教育学部附属小学校
- 熊本市立壺川小学校
- 熊本市立碩台小学校
- 熊本市立白川小学校
- 熊本市立城東小学校
- 熊本市立慶徳小学校
- 熊本市立一新小学校
- 熊本市立五福小学校
- 熊本市立向山小学校
- 熊本市立黒髪小学校
- 熊本市立大江小学校
- 熊本市立本荘小学校
- 熊本市立春竹小学校
- 熊本市立出水小学校
- 熊本市立砂取小学校
- 熊本市立託麻原小学校
- 熊本市立帯山小学校
- 熊本市立白山小学校
- 熊本市立帯山西小学校
- 熊本市立出水南小学校

### 幼稚園
- 熊本大学教育学部附属幼稚園
- 熊本市立碩台幼稚園
- 熊本市立一新幼稚園
- 熊本市立向山幼稚園
- 熊本学園大学付属敬愛幼稚園
- 出水幼稚園
- 画図幼稚園
- 白山幼稚園
- 九州音楽幼稚園
- マリア幼稚園
- 熊本信愛女学院幼稚園
- 坪井幼稚園
- 九州学院みどり幼稚園
- YMCA熊本五福幼稚園(旧熊本市立熊本五福幼稚園)
- YMCA水前寺幼稚園
- 第一幼稚園
- ルーテル学院幼稚園
- 神水幼稚園
- ときわ幼稚園
- 王栄幼稚園
- 帯山幼稚園
- 東海大学付属かもめ幼稚園

### 特別支援学校
- 熊本大学教育学部附属特別支援学校
- 熊本県立熊本支援学校

## 交通

### 鉄道
九州旅客鉄道（JR九州）
- 豊肥本線：水前寺駅 - 新水前寺駅 - 南熊本駅 - 平成駅

この他、九州新幹線および鹿児島本線が区内通過するが、駅は設置されていない。
熊本市交通局（熊本市電）
- 水前寺線：祇園橋停留場 - 辛島町停留場 — 通町筋停留場 - 味噌天神前停留場 - 水前寺公園停留場
- 健軍線：水前寺公園停留場 - 神水交差点停留場
- 上熊本線：杉塘停留場 - 新町停留場 - 洗馬橋停留場 - 西辛島町停留場 - 辛島町停留場

熊本電気鉄道
- 菊池線：坪井川公園駅
- 藤崎線：黒髪町駅 - 藤崎宮前駅

### 路線バス
熊本の路線バス網における中心拠点となる熊本桜町バスターミナル（桜町BT、旧・熊本交通センター）が当区桜町にあり、ここから市内外各地へ路線が伸びている他、県内外各地への長距離バス（快速・特急・高速バス）・空港連絡バスも当ターミナルに発着する。
- 熊本都市バス（都市バス）： 中央区内の環状線や、桜町BTから東西南北の各区への、比較的近距離の（元市営バスの）路線。
- 九州産交バス・産交バス： 桜町BTから北区（植木・武蔵ヶ丘・楠）、東区（託麻・長嶺・秋津）、南区（川尻・川口）、西区（小島・河内）の各方面。長距離バスや空港バスも担当。
- 熊本電気鉄道（電鉄バス）： 桜町BTから北区（武蔵ヶ丘・楠・堀川）方面。
- 熊本バス： 桜町BTから東区（秋津・画図）や南区（田迎・城南・川尻）方面。

### 道路
一般国道
- 国道3号 - 北区・中央区・南区と市内を南北に縦断する。
  - 国道208号 - 水道町交差点から北区植木まで、国道3号と重複。
  - 国道218号・国道219号 - 市内は全区間（水道町交差点から富合町）が、国道3号と重複。
- 国道57号 - 熊本東バイパスが、帯山などを若干通過する。
- 国道266号 - 熊本市中心部の代継橋交差点で国道3号から分岐し、本荘・南区田迎を経て嘉島町に至る。その後南区城南町に再び入る。
  - 国道445号 - この路線の市内区間は国道266号と重複。

主要地方道
- 熊本県道1号熊本玉名線
- 熊本県道22号熊本停車場線
- 熊本県道28号熊本高森線
- 熊本県道31号熊本田原坂線
- 熊本県道37号熊本菊鹿線

一般県道
- 熊本県道103号熊本空港線
- 熊本県道104号熊本浜線
- 熊本県道145号瀬田熊本線
- 熊本県道228号戸島熊本線
- 熊本県道237号小島新町線
- 熊本県道303号四方寄熊本線
- 熊本県道337号熊本菊陽線

## 名所・旧跡・行事

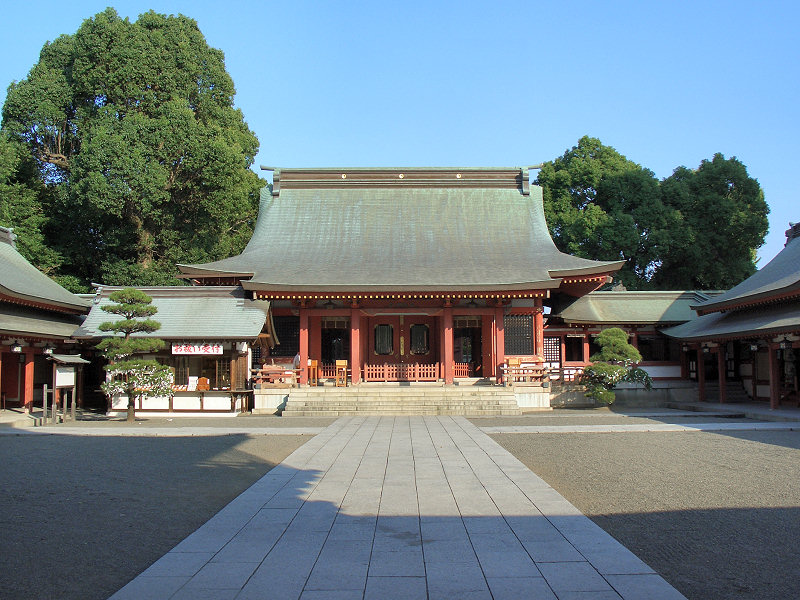
藤崎八旛宮

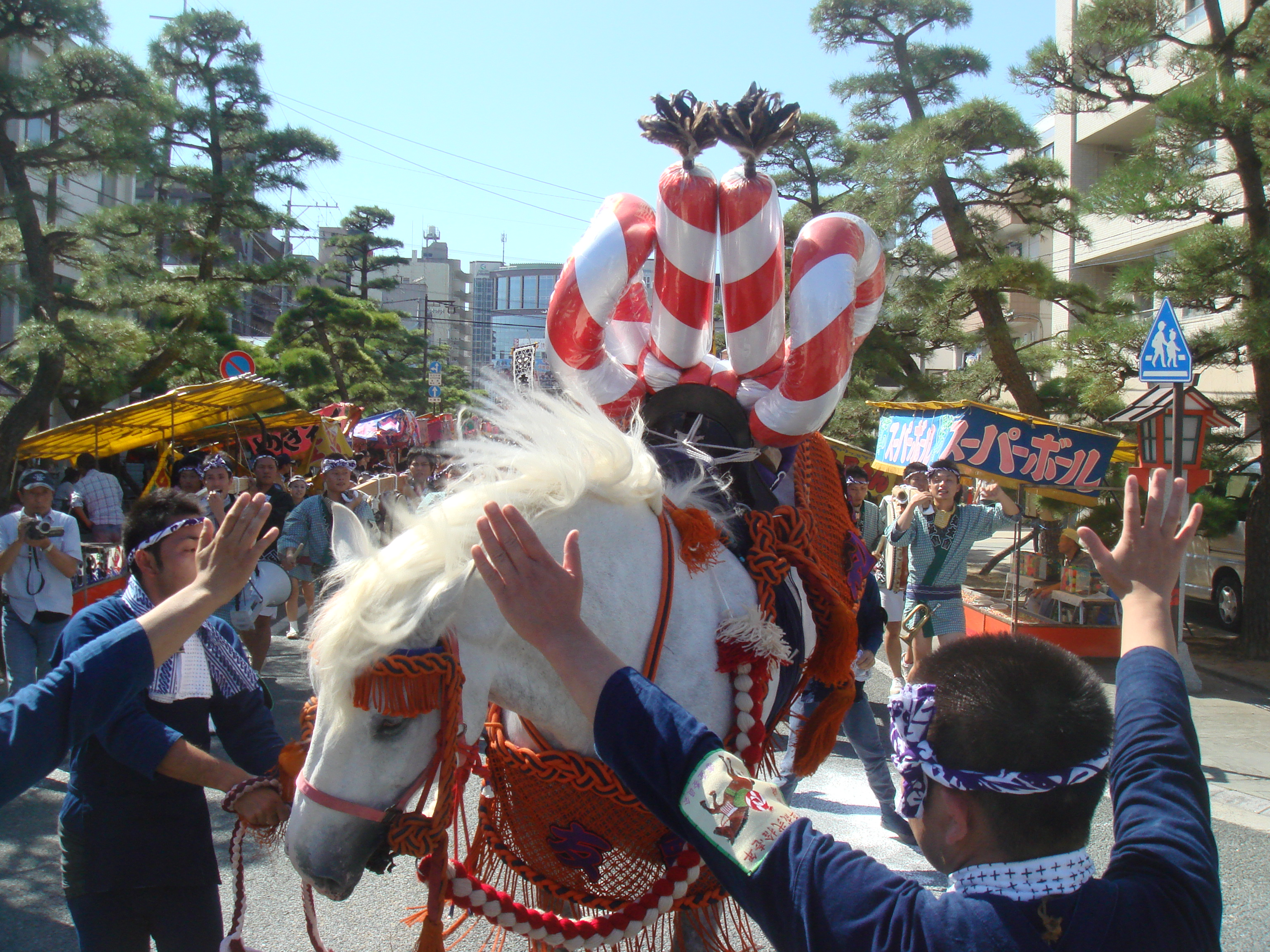
藤崎八幡宮秋季例大祭

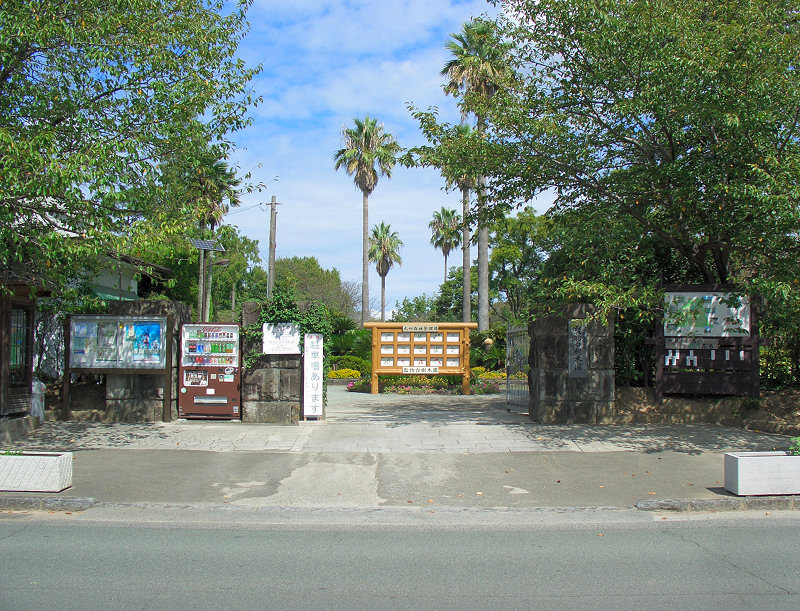
監物台樹木園

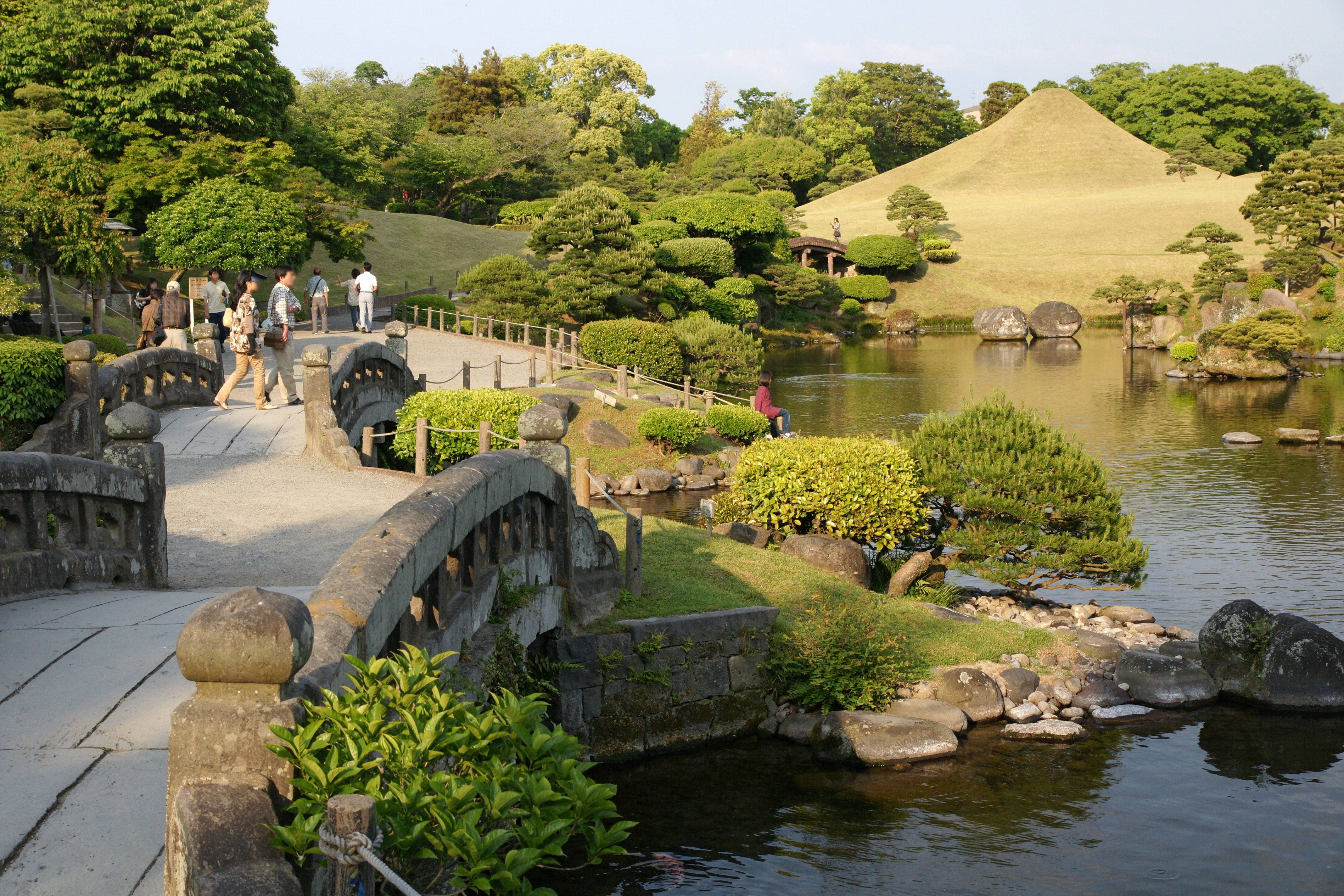
水前寺成趣園

- 熊本城
- 監物台樹木園
- 熊本県立美術館
- 熊本市立熊本博物館
- 熊本県伝統工芸館
- 熊本市現代美術館
- 藤崎八旛宮
- 桜山神社
- 水前寺成趣園
- 夏目漱石内坪井旧居
- 上江津湖
- 藤崎八幡宮秋季例大祭
- 火の国まつり

## 出身者
- 水前寺清子（演歌歌手）
- 福田沙紀（女優）
- 橋本愛（女優）
- 高良健吾（俳優）
- 藤村大介（プロ野球選手）
- 馬原孝浩（プロ野球選手）
- アドゥワ誠（プロ野球選手）
- すみママ（ラジオパーソナリティー）
- 井手らっきょ（ローカルタレント・お笑い芸人）
- 芳賀義雄（元日本製紙グループ本社社長、元日本製紙連合会会長）
- 山内要（ローカルタレント・演歌歌手）
- 浦川泰幸（ABCアナウンサー）